# Deux-Croix Banchais
Deux-Croix Banchais (dit Grand-Pigeon) est un des trois quartiers nord d'Angers avec Monplaisir et Verneau. Il compte environ 6 000 habitants. Il est l'un des premiers quartiers "sensibles" angevins à avoir été réhabilité entre 2004 et aujourd'hui dans le cadre de l'ANRU avec notamment le remodelage de la tour Chaptal qui permet d'identifier le quartier sur le panorama urbain. C'est un quartier essentiellement composé de HLM et de résidences individuelles.

## Localisation
Le quartier Deux Croix-Banchais est situé en périphérie, au nord-est d'Angers.

## Grandes artères
- Boulevard des Deux-Croix : il comporte du côté pair des immeubles HLM de trois à cinq étages et du côté impair, le Cimetière de l'Est.
- Boulevard Allonneau : il débute au nord du quartier et permet de rejoindre directement le quartier Monplaisir. Il est bordé de maisons au niveau de sa portion sud, c'est-à-dire la plus proche du Grand-Pigeon.
- Boulevard Gaston-Birgé : où l'on trouve des magasins et dépôts très divers d'un côté et de l'autre, l'enseigne Technicolor. Il relie Espace Anjou à Monplaisir.
- Avenue Montaigne, où l'on trouve essentiellement des immeubles (quinze étages en moyenne).

## Secteurs
Du fait de sa large étendue, le quartier peut être découpé en plusieurs secteurs :
- Montaigne-Larévellière, au sud, plus proche du centre-ville d'Angers d'un côté, d'Espace Anjou de l'autre ;
- Cité du Daguenet (le cœur du Grand-Pigeon), au centre-nord, proche de Monplaisir ;
- Les Banchais, au nord-est, frontalier de Saint-Barthélémy-d'Anjou.

## Enseignement
Écoles :
- Ecole Annie Fratellinie
- École de l'Isoret
- École Larevelière
- École du Daguenet
- École Henri-Chiron
- Ecole Alfred de Musset
- École Victor-Hugo

Collège :
- Collège Montaigne

Lycée :
- Aucun lycée n'est à proprement parler dans le quartier : les lycéens du secteur sont invités à s'inscrire au Lycée Joachim-du-Bellay (général, dans le quartier Saint-Serge), au Lycée Mounier (général, dans le quartier Monplaisir) ou au Lycée Henri-Dunant (professionnel, à Monplaisir).

## Statistiques et démographie
En 2009, près de 70 % des ménages de ce quartier sont locataires, près de 50 % le sont en HLM. Les ouvriers et employés représentent près de 66 % de la population.

## Commerces
- Espace Anjou : centre commercial régional abritant 90 boutiques et un hypermarché Géant Casino.
- Super U Les Banchais, dans le secteur des Banchais
- Spar, rue Louis-Gain
- Aldi dans le secteur des Banchais
- Le centre commercial du Daguenet, récent, possédant des structures de proximité (supérette, pharmacie, médecin, coiffure...), qui étaient inexistantes auparavant pour le cœur du quartier[3]
- Marché le vendredi matin[3]

## Industries
- Le groupe Technicolor (anciennement Thomson) implanté à Angers est situé boulevard Gaston-Birgé.

## Sécurité
Ce quartier ne possède aucune antenne de la police nationale (dépend du poste de Monplaisir, un autre quartier nord d'Angers). En termes de secours, il dépend du centre de secours du Chêne-Vert.

En 2012, la préfecture du Maine-et-Loire avait établi une demande au Ministère de l'Intérieur pour classer ce quartier en zone de sécurité prioritaire. N'étant pas l'un des quartiers les plus difficiles d'Angers malgré quelques problèmes ponctuels,,, la demande a été refusée.

## Transports
Le réseau Irigo (anciennement Cotra) dessert le quartier avec 6 lignes de bus : 1, 2, 4, 5, 6, 12 :
- les lignes 1,5,6,12 passent au cœur du quartier (notamment l'arrêt "Deux-Croix" près du centre commercial du Dagunet),
- la ligne 2 emprunte l'avenue Pasteur et dessert le secteur des Banchais,
- la ligne 4 passe par la rue Larévellière (avec la 6).

Le quartier est également desservi par la gare d'Angers-Maître-École où s'y arrêtent certaines rames de TER de la ligne Le Mans - Angers. Cette gare est au sud du quartier, à proximité d'Espace Anjou.

## Services publics
- Cimetière de l'Est
- Cybercentre du Daguenet
- Association des Habitants du quartier du Haut des Banchais[8]
- Centre Marcelle-Menet (maison de quartier).
- Stade de l'Arceau
- Cité éducative Annie-Fratellini, inaugurée en 2008, comprenant sur une petite surface la bibliothèque de quartier, une ludothèque, un accueil petite enfance et un gymnase[9].